# 郡山南インターチェンジ (福島県)
郡山南インターチェンジ（こおりやまみなみインターチェンジ）は、福島県郡山市三穂田町川田にある、東北自動車道のインターチェンジ。

## 概要
須賀川ICと郡山ICのほぼ真ん中に位置する。郡山ICや同ICで連絡する国道49号の混雑を和らげるために設置された。

## 道路
- E4 東北自動車道（17番）

直接接続
- 福島県道47号郡山長沼線（通称郡山南インター線）

間接接続
- 国道4号あさか野バイパス（東に3 km）

## 料金所
- ブース数：4

### 入口
- ブース数：2
  - ETC専用：1
  - 一般：1

### 出口
- ブース数：2
  - ETC専用：1
  - 一般：1

## 周辺
- JR東日本東北本線/水郡線 安積永盛駅
- 郡山総合地方卸売市場
- 郡山カルチャーパーク
- 郡山運転免許センター
- ビッグパレットふくしま

## 隣
E4 東北自動車道
(16) 須賀川IC - 安積PA - (17) 郡山南IC - (17-1) 郡山中央SIC - (18) 郡山IC